# 起源経
『起源経』（きげんきょう、巴: Aggañña-sutta, アッガンニャ・スッタ）とは、パーリ仏典経蔵長部の第27経。『世起経』（せいききょう）、『起世因本経』（きせいんほんきょう）とも。
類似内容の伝統漢訳経典としては、『長阿含経』（大正蔵1）の第5経「小縁経」、『白衣金幢二婆羅門縁起経』（大正蔵10）、『中阿含経』（大正蔵26）の第154経「婆羅婆堂経」がある。
なお、似たような紛らわしい題名の経典として、『長阿含経』（大正蔵1）の第30経「世記経」、『大楼炭経』（大正蔵23）、『起世経』（大正蔵24）、『起世因本経』（大正蔵25）系統の一群があるが、これらは本経とは内容的に別系統である。
経名は、経中で釈迦が世界と身分の成り立ちを説くことに因む。

## 構成

### 登場人物
- 釈迦
- ヴァーセッタ --- バラモンから出家した比丘
- バーラドヴァージャ --- バラモンから出家した比丘

### 場面設定
ある時釈迦はコーサラ国サーヴァッティのプッバーラーマにあるミガーラマーター講堂に滞在していた。
釈迦が、バラモンから出家したヴァーセッタとバーラドヴァージャに近況を問うと、彼らはかつてのバラモン仲間に誹謗されていることを告げる。釈迦は五戒を保ち、三毒を離れている者は、かつての身分に関係無く高貴であり、逆にそうでない者は身分に関係無く卑劣であると述べる。
更に釈迦は、光音天（二禅天）から堕ちてくる形で、梵天界や地上界（欲界）が形成され、四つの身分秩序（カースト）が生成され、最後に業を離れて法を求める自分たち修行者（沙門）が現れることになったこと、そして、身口意の三業で悪業を成す者は身分に関係無く卑劣で地獄に堕ちていくこと、善業を成す者は身分に関係無く高貴で天国に還っていくこと、七科三十七道品の重要性などを説く。
2人は歓喜して信受する。

## 内容人間世界の起源[4]
〔盗みの発生〕
　ヴァーセッタさん、そのときある意地汚い生ける者が自分の地所を見張りながら、他人の与えられていない地所を取って利用しました。かれらはその者を捕らえました。捕らえてから、こういいました、『なんとまぁ、おまえは悪いことをしている。自分の地所を見張りながら、他人の与えられていない地所を取って利用している。いいか、おまえはもうこのようなことを繰り返してはならない』と。
　ヴァーセッタさん、『そうします、友よ』とその生ける者は他の生ける者たちに答えました。
　しかしヴァーセッタさん、二度目もその生ける者は自分の地所を見張りながら、他人の与えられていない地所を取って利用しました。かれらはその者を捕らえました。捕らえてから、こういいました。『なんとまぁ、おまえは悪いことをしている。自分の地所を見張りながら、他人の与えられていない地所を取って利用している。いいか、おまえはもうこのようなことを繰り返してはならない』と。
　ヴァーセッタさん、『そうします、友よ』とその生ける者は他の生ける者たちに答えました。
　ヴァーセッタさん、三度目もその生ける者は自分の地所を見張りながら、他人の与えられていない地所を取って利用しました。かれらはその者を捕らえました。捕らえてから、こういいました、『なんとまぁ、おまえは悪いことをしている。自分の地所を見張りながら、他人の与えられていない地所を取って利用している。いいか、おまえはもうこのようなことを繰り返してはならない』と。ある者はかれを手で殴打し、ある者は土塊で殴打し、ある者は棒で殴打しました。
　ヴァーセッタさん、じつにそのときから盗みが知られ、叱責が知られ、嘘が知られ、懲罰が知られるようになりました。
〔王族の起源〕
　ヴァーセッタさん、そのとき、生ける者たちは集合しました。集合してから嘆き悲しみました。
『あぁ、友よ、生ける者たちのあいだにさまざまな悪いことが現れた。というのは盗みが広まり、叱責が広まり、嘘が広まり、懲罰が広まろうとしているのだ。そこでわれわれは、ひとりの生ける者を選定することにしよう。かれはわれわれのために正当に憤るべき場合には憤り、正当に叱責すべき場合には叱責し、正当に追放すべき場合には追放しなければならない。そのかわり、われわれはかれに稲米の分け前を贈与しよう』
　ヴァーセッタさん、そのとき、かの生ける者たちは自分たちのなかで最も端正で、最も美しく、最も感じよく、最も威力ある生ける者のところに行き、次のようにいいました。
『さあ、よき人よ、正当に憤るべき場合には憤り、正当に叱責すべき場合には叱責し、正当に追放すべき場合には追放してください。そのかわり、われわれはあなたに稲米の分け前を贈与するでしょう』
『承知しました』といって、その生ける者は、かの生ける者たちに約束し、正当に憤るべき場合には憤り、正当に叱責すべき場合には叱責し、正当に追放すべき場合には追放しました。そのかわり、かれらは稲米の分け前を贈与しました。
　ヴァーセッタさん、『大衆によって選定された者』というのが、マハーサンマタの意味です。マハーサンマタという第一の名称が成立しました。
　ヴァーセッタさん、『田地の主』というのが、クシャトリアの意味です。クシャトリアという第二の名称が成立しました。
　ヴァーセッタさん、『法によって他の人を喜ばせる』(ランジェーティ)というのが、王(ラージャ)の意味です。王という第三の名称が成立しました。
　ヴァーセッタさん、このクシャトリアの集団は、昔の語源にさかのぼれば、以上のように成立しました。かれらの起源はまさに、かの生ける者からであって、他のものからではありません。理法に反してではなく、まさに理法によってこのようであったのです。　

　ヴァーセッタさん、それは理法こそ現世でもまた来世でも人間にとって最高のものであるからです。

## 日本語訳
- 『南伝大蔵経・経蔵・長部経典3』（第8巻） 大蔵出版
- 『パーリ仏典 長部（ディーガニカーヤ） パーティカ篇I』 片山一良訳 大蔵出版
- 『原始仏典 長部経典3』 中村元監修 春秋社